# Клоарек, Кристин
Кристин Клоарек (Ле Набур) (фр. Christine Cloarec (Le Nabour)) — французский политик, депутат Национального собрания Франции.

## Биография
Родилась 28 октября 1964 г. в Нуази-ле-Сек (департамент Сен-Сен-Дени). В 1979 году приехала в Ренн и поступила в Университет Ренн-2, который закончила с дипломом учителя физического воспитания. Работала с детьми, находящимися в бедственном положении в плане социальной и профессиональной интеграции, затем с заключёнными, находящимися в процессе реинтеграции, после чего стала преподавателем танцев в Витре и Этреле.
На муниципальных выборах 2008 года Кристин Клоарек была избрана в городской совет Витре, а затем переизбрана на выборах 2014 года. В 2010 году она стала членом Радикальной партии, которая затем влилась в Союз демократов и независимых. Затем она примкнула к Альянсу центристов Жана Артюи.
В январе 2017 года Кристин Клоарек присоединилась к движению «Вперёд!», в июне 2017 года стала кандидатом партии «Вперёд, Республика!» по 5-му избирательному округу департамента Иль и Вилен на выборах в Национальное собрание и во 2-м туре одержала сенсационную победу над действующим депутатом и вице-президентом партии Республиканцы Изабель Ле Калленек. В Национальном собрании является членом комиссии по социальным вопросам.
В рамках обсуждения законопроекта, касающегося ориентации и успеваемости студентов, Комиссия по социальным вопросам назначает ее 21 ноября 2017 года докладчиком по вынесению заключений по статьям 3 и 4. Эти статьи направлены на отмену льготной системы социального обеспечения для студентов и на введение единого взноса «студенческая жизнь», направленного на содействие социальному, медицинскому, культурному и спортивному сопровождению жизни студентов.
На выборах в Национальное собрание в 2022 году Кристин Клоарек - Ле Набур вновь баллотировалась в пятом округе департамента Иль и Вилен от президентского большинства и сохранила мандат депутата, набрав во втором туре 58,7 % голосов.

## Занимаемые должности
10.03.2008 — 15.03.2020 — член совета города Витре 

с 18.06.2017 — депутат Национального собрания Франции от 5-го избирательного округа департамента Иль и Вилен